# Clásica de San Sebastián 2018
La 38.ª edición de la clásica ciclista Clásica de San Sebastián (nombre oficial: Donostiako Klasikoa) fue una carrera en España que se celebró el 4 de agosto de 2018 sobre un recorrido de 229 kilómetros por la provincia de Guipúzcoa con inicio y final en la ciudad de San Sebastián.
La carrera formó parte del UCI WorldTour 2018, siendo la vigésima octava competición del calendario de máxima categoría mundial, y fue ganada por el francés Julian Alaphilippe del Quick-Step Floors. Le acompañaron en el podio el neerlandés Bauke Mollema del Trek-Segafredo y el también francés Anthony Roux del Groupama-FDJ, segundo y tercero respectivamente.

## Recorrido
La competencia recorre la provincia de Guipúzcoa en el País Vasco hasta la ciudad de San Sebastián sobre un recorrido de 229 kilómetros, así mismo, el número total de puertos de montaña se mantiene con 8 pasos, de los cuales Jaizquíbel y Arkale se suben por partida doble con el propósito de provocar una fuerte selección en la carrera, más adelante los ciclistas afrontan el último puerto de Murgil Tontorra con una longitud de 1,8 kilómetros al 11,3% para luego descender y finalizar sobre la ciudad de San Sebastián.

## Equipos participantes
Tomaron parte en la carrera 22 equipos: 18 de categoría UCI WorldTeam; y 4 de categoría Profesional Continental. Formando así un pelotón de 153 ciclistas de los que acabaron 82. Los equipos participantes fueron:
| WorldTeams (18)- Sky - AG2R La Mondiale - Astana - Bahrain-Merida - BMC Racing Team - Bora-Hansgrohe - Groupama-FDJ - Lotto Soudal - Mitchelton-Scott - Movistar Team - Quick-Step Floors - Dimension Data - EF Education First-Drapac p/b Cannondale - Katusha-Alpecin - Lotto NL-Jumbo - Team Sunweb - Trek-Segafredo - UAE Team Emirates Equipos continentales profesionales (4)- Burgos-BH - Caja Rural-Seguros RGA - Cofidis, Solutions Crédits - Euskadi Basque Country-Murias |
| |

## Clasificación final
- Las clasificaciones finalizaron de la siguiente forma:[3]

| \| Clasificación general \| Clasificación general \| Clasificación general \| Clasificación general \| Clasificación general \| \| Ciclista \| Ciclista \| Equipo \| Tiempo \| \| \| --------------------- \| --------------------- \| -------------------------- \| --------------------- \| --------------------- \| \| 1.º \| Julian Alaphilippe \| Quick-Step Floors \| 6 h 03 min 45 s \| \| \| 2.º \| Bauke Mollema \| Trek-Segafredo \| + 0 s \| \| \| 3.º \| Anthony Roux \| Groupama-FDJ \| + 16 s \| \| \| 4.º \| Greg Van Avermaet \| BMC Racing Team \| + 16 s \| \| \| 5.º \| Julien Simon \| Cofidis, Solutions Crédits \| + 16 s \| \| \| 6.º \| Rigoberto Urán \| EF Education First-Drapac \| + 16 s \| \| \| 7.º \| Ion Izagirre \| Bahrain-Merida \| + 16 s \| \| \| 8.º \| Robert Gesink \| LottoNL-Jumbo \| + 16 s \| \| \| 9.º \| Steven Kruijswijk \| LottoNL-Jumbo \| + 16 s \| \| \| 10.º \| Antwan Tolhoek \| LottoNL-Jumbo \| + 16 s \| \| \| 11.º \| Rudy Molard \| Groupama-FDJ \| + 20 s \| \| \| 12.º \| Daniel Martin \| UAE Team Emirates \| + 43 s \| \| \| 13.º \| Toms Skujiņš \| Trek-Segafredo \| + 48 s \| \| \| 14.º \| Igor Antón \| Dimension Data \| + 49 s \| \| \| 15.º \| Daryl Impey \| Mitchelton-Scott \| + 51 s \| \| |                    |                            |                 |
| |                    |                            |                 |
| Fuente: ProCyclingStats |                    |                            |                 |
| Clasificación general |                    |                            |                 |
| Ciclista | Ciclista           | Equipo                     | Tiempo          |
| 1.º | Julian Alaphilippe | Quick-Step Floors          | 6 h 03 min 45 s |
| 2.º | Bauke Mollema      | Trek-Segafredo             | + 0 s           |
| 3.º | Anthony Roux       | Groupama-FDJ               | + 16 s          |
| 4.º | Greg Van Avermaet  | BMC Racing Team            | + 16 s          |
| 5.º | Julien Simon       | Cofidis, Solutions Crédits | + 16 s          |
| 6.º | Rigoberto Urán     | EF Education First-Drapac  | + 16 s          |
| 7.º | Ion Izagirre       | Bahrain-Merida             | + 16 s          |
| 8.º | Robert Gesink      | LottoNL-Jumbo              | + 16 s          |
| 9.º | Steven Kruijswijk  | LottoNL-Jumbo              | + 16 s          |
| 10.º | Antwan Tolhoek     | LottoNL-Jumbo              | + 16 s          |
| 11.º | Rudy Molard        | Groupama-FDJ               | + 20 s          |
| 12.º | Daniel Martin      | UAE Team Emirates          | + 43 s          |
| 13.º | Toms Skujiņš       | Trek-Segafredo             | + 48 s          |
| 14.º | Igor Antón         | Dimension Data             | + 49 s          |
| 15.º | Daryl Impey        | Mitchelton-Scott           | + 51 s          |

## UCI World Ranking
La Clásica de San Sebastián  otorga puntos para el UCI WorldTour 2018 y el UCI World Ranking, este último para corredores de los equipos en las categorías UCI WorldTeam, Profesional Continental y Equipos Continentales. Las siguientes tablas son el baremo de puntuación y los corredores que obtuvieron puntos:
| Posición   | 1.º | 2.º | 3.º | 4.º | 5.º | 6.º | 7.º | 8.º | 9.º | 10.º | 11.º | 12.º | 13.º | 14.º | 15.º | 16.º-20.º | 21.º-30.º | 31.º-50.º | 51.º-55.º | 56.º-60.º |
| Puntuación | 400 | 320 | 260 | 220 | 180 | 140 | 120 | 100 | 80  | 68   | 56   | 48   | 40   | 32   | 28   | 24        | 16        | 8         | 4         | 2         |

| Clasificación |                    |                            |        |
| Posición      | Ciclista           | Equipo                     | Puntos |
| ------------- | ------------------ | -------------------------- | ------ |
| 1.º           | Julian Alaphilippe | Quick-Step Floors          | 400    |
| 2.º           | Bauke Mollema      | Trek-Segafredo             | 320    |
| 3.º           | Anthony Roux       | Groupama-FDJ               | 260    |
| 4.º           | Greg Van Avermaet  | BMC Racing                 | 220    |
| 5.º           | Julien Simon       | Cofidis, Solutions Crédits | 180    |
| 6.º           | Rigoberto Urán     | EF Education First-Drapac  | 140    |
| 7.º           | Ion Izagirre       | Bahrain Merida             | 120    |
| 8.º           | Robert Gesink      | LottoNL-Jumbo              | 100    |
| 9.º           | Steven Kruijswijk  | LottoNL-Jumbo              | 80     |
| 10.º          | Antwan Tolhoek     | LottoNL-Jumbo              | 68     |